# Luis Magaña Servín
El beato Luis Magaña Servín (n. en Arandas, Jalisco, 24 de agosto de 1902 - m. Arandas, Jalisco, 9 de febrero de 1928). Fue hijo primogénito de Raimundo Magaña Zúñiga y María Concepción Servín y hermano de Delfino y José Soledad. Su familia tenía una industria de curtiduría de pieles donde elaboraban monturas, huaraches, zapatos y artículos de cuero. Fue un cristiano, tranquilo que en su adolescencia frecuentaba os sacramentos. Fue miembro de "Obreros católicos de Santa María de Guadalupe" en Arandas, de la Asociación Católica de la Juventud Mexicana (ACJM) y de la archicofradía de la Adoración nocturna del Santísimo Sacramento, en la parroquia de Arandas; trabajó con sus padres en la curtiduría de pieles, por lo que viajaba frecuentemente a Atotonilco. Laico comprometido, mantuvo sus convicciones católicas vivas, y sin negarlas, aún en tiempos de prueba y persecución de la guerra cristera liderada por el gobierno de Plutarco Elías Calles. 
Murió fusilado el 9 de febrero de 1928. Fue declarado beato el 20 de noviembre de 2005.

## Vida conyugal
Tuvo una única novia con la que contrajo matrimonio, Elvira Camarena Méndez el 6 de enero de 1926; tuvo dos hijos, Gilberto y María Luisa, que no conoció. 

## Activismo y Martirio
La Iglesia Católica fue asediada, y limitado el culto público de los ritos religiosos, mismos que fueron suspendidos e 31 de julio de 1926 por mandato episcopal. Los católicos afectados, se organizaron para resistir, para lo cual Luis no se sumó a las filas armadas, por su convicción pacifista. Durante la Guerra Cristera, Luis ayudaba en la coordinación de la resistencia de sus amigos armados, aunque sabía del riesgo y peligro de sus acciones. Días después llegaron noticias de los primeros caídos por fusilamiento, el cura Luis Bátis y tres compañeros sujos de la ACJM, Salvador Lara, David Roldán y Manuel Morales. En 1927 fue ahorcado el padre Jenaro Sánchez en Tecolotlán Jalisco, y el cura Julio Álvarez fue asesinado. Así mismo el maestro Anacleto González Flores, y los hermanos Jorge y Ramón Vargas, y Luis Padilla Gómez. Esos ejemplos avivaron más la ferviente fe y lo prepararon para afrontar en su momento, ésa misma suerte. Meses después el jefe moral de los cristeros y gobernador civil de jalisco el beato Miguel Gómez Loza estableció su morada en el rancho Presa de López en Arandas, que desde ahí organizaba y supervisaba a los jefes cristeros. 
El 9 de febrero de 1928, un grupo de soldados del Ejército Federal, capitaneado por el general Miguel Zenón Martínez tomó la población de Arandas.
De inmediato dispuso fueran capturados los católicos que simpatizaran con la resistencia activa en contra del Gobierno; uno de ellos fue Luis Magaña Servín. Cuando llegaron a su domicilio, no pudieron aprehenderlo por haberse ocultado debidamente; Delfino su hermano menor, fue reemplazado por su hermano .
Al enterarse del acto, Luis se acicaló, comió con los suyos, se levantó, se arrodillo ante sus padres pidiendo la bendición, y luego se presentó ante el mismo general Martínez, solicitando la libertad de su hermano a cambio de la suya. 
Estas fueron sus palabras:  "Yo nunca he sido rebelde cristero como ustedes me titulan, pero si de cristiano se me acusa, sí, lo soy, y si por eso debo ser ejecutado, bienvenido y en hora buena. ¡Viva Cristo Rey y Santa María de Guadalupe!". Sin mayores preámbulos, el militar decretó la muerte de Luis; momentos antes de ejecutarse la sentencia, en el atrio de la iglesia parroquial, Luis pidió la palabra:  "Pelotón que me ha de ejecutar: quiero decirles que desde este momento quedan perdonados y les prometo que al llegar ante la presencia de Dios será por los primeros que pediré"; dicho lo cual, exclamó con voz potente:  "¡Viva Cristo Rey y Santa María de Guadalupe!". Eran las tres de la tarde del 9 de febrero de 1928. 
En 1980, los restos mortales fueron exhumados y depositados en la capilla de los misioneros Xaverianos de Arandas al pie del altar.

## Beatificación
El 20 de noviembre de 2005, el Papa Benedicto XVI, realizó el acto de beatificación, como parte de un grupo formado por él y otros 8 mártires mexicanos. 